# Municipio de Saylor
El municipio de Saylor (en inglés: Saylor Township) es un municipio ubicado en el condado de Polk en el estado estadounidense de Iowa. En el año 2010 tenía una población de 6472 habitantes y una densidad poblacional de 162,09 personas por km².

## Geografía
El municipio de Saylor se encuentra ubicado en las coordenadas 41°39′41″N 93°37′39″O / 41.66139, -93.62750. Según la Oficina del Censo de los Estados Unidos, el municipio tiene una superficie total de 39.93 km², de la cual 39.44 km² corresponden a tierra firme y (1.23%) 0.49 km² es agua.

## Demografía
Según el censo de 2010, había 6472 personas residiendo en el municipio de Saylor. La densidad de población era de 162,09 hab./km². De los 6472 habitantes, el municipio de Saylor estaba compuesto por el 91.15% blancos, el 4.99% eran afroamericanos, el 0.37% eran amerindios, el 1.05% eran asiáticos, el 0.06% eran isleños del Pacífico, el 1.07% eran de otras razas y el 1.31% pertenecían a dos o más razas. Del total de la población el 7.74% eran hispanos o latinos de cualquier raza.